# Мартыновская (Архангельская область)
Мартыновская — деревня в Няндомском районе Архангельской области Российской Федерации. Входит в состав Мошинского сельского поселения.

## География
Деревня Мартыновская находится в 40 км юго-восточнее города Няндома, на восточном берегу реки Еменьга, впадающей в озеро Спасское.

## История
Первое упоминание о деревни Мартыновская относится к 1782 году. Преображенская церковь Каргопольского уезда Воезерской волости Спасского прихода.
С 1784 по 1796 годы с образованием Олонецкого наместничества д.Мартыновская входит в состав Олонецкой губернии Каргопольский уезд Мошинская волость Воезерский приход.
В 1796 году Олонецкая губерния была ликвидирована и д.Мартыновская вместе с Каргопольским уездом переходит в состав Новгородской губернии. 
С восстановлением Олонецкой губернии в 1801 году Каргопольский уезд вновь входит в ее состав.
В 1836 году Каргопольский уезд был поделен на 2 стана, где д.Мартыновская вошла во 2-й стан Мошинской волости.
В 1869 году Каргопольский уезд поделили уже на три стана и д. Мартыновская переходит в 3-й стан.
В 1880-х вновь образовалась Воезерская волость и 3-й стан.
С 1905 по 1917 год - Каргопольский уезд Воезерская волость Мехреньгское сельское общество.
С января 1917 по август 1929 года д.Мартыновская в составе Каргопольского уезда состоит в Вологодской губернии и до 1936 года в Вологодской области.
В 1937 году произошло новое деление Северного Края. И деревня Мартыновская в составе Няндомского района переходит из Вологодской области в состав Архангельской области.

## Население
До отмены крепостного права жители деревни относились к разряду государственных крестьян. В 1873 году население деревни составляло 45 человек: 21 мужчина и 24 женщины. Жили по 6 дворам.
По состоянию на 1893 год в деревне Мартыновской насчитывалось уже 12 домов и 72 жителя, а к 1905 году население состояло из 46 крестьянок и 41 крестьянина. Всего 87 человек. Количество семей и дворов — 14. Имелся скот: 19 лошадей, 34 коровы и 30 голов прочего скота.
В послевоенное время население обложили не посильными налогами по сдачи яиц государству и жители стали покидать деревню, переезжая в город. Со временем, деревня опустела, больше половины домов остались пустыми.
В 2013 году после лесного пожара деревня была охвачена огнем в результате чего осталось всего три дома.
В настоящее время жизнь в деревне возобновляется.

## Фотогалерея

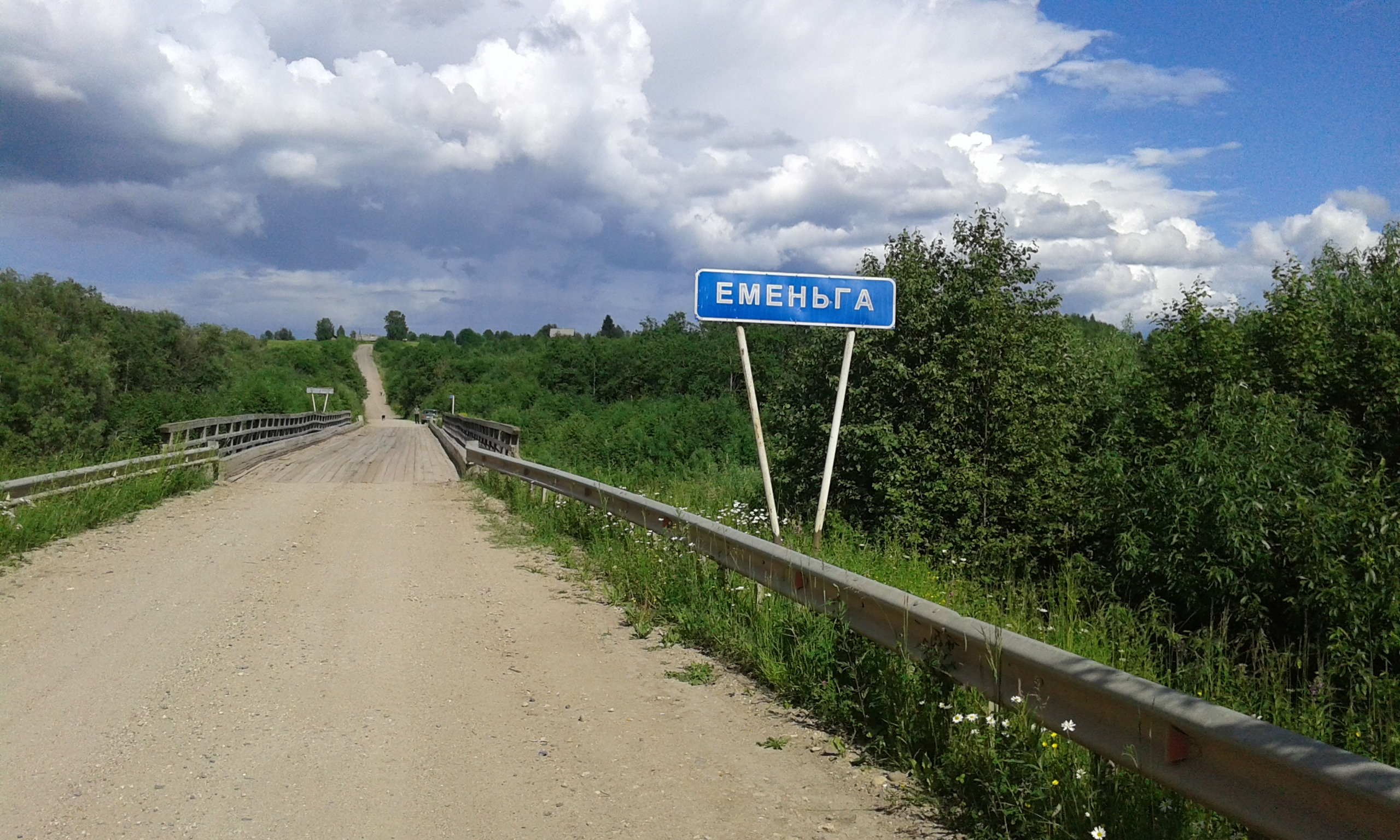
Дорога в деревню
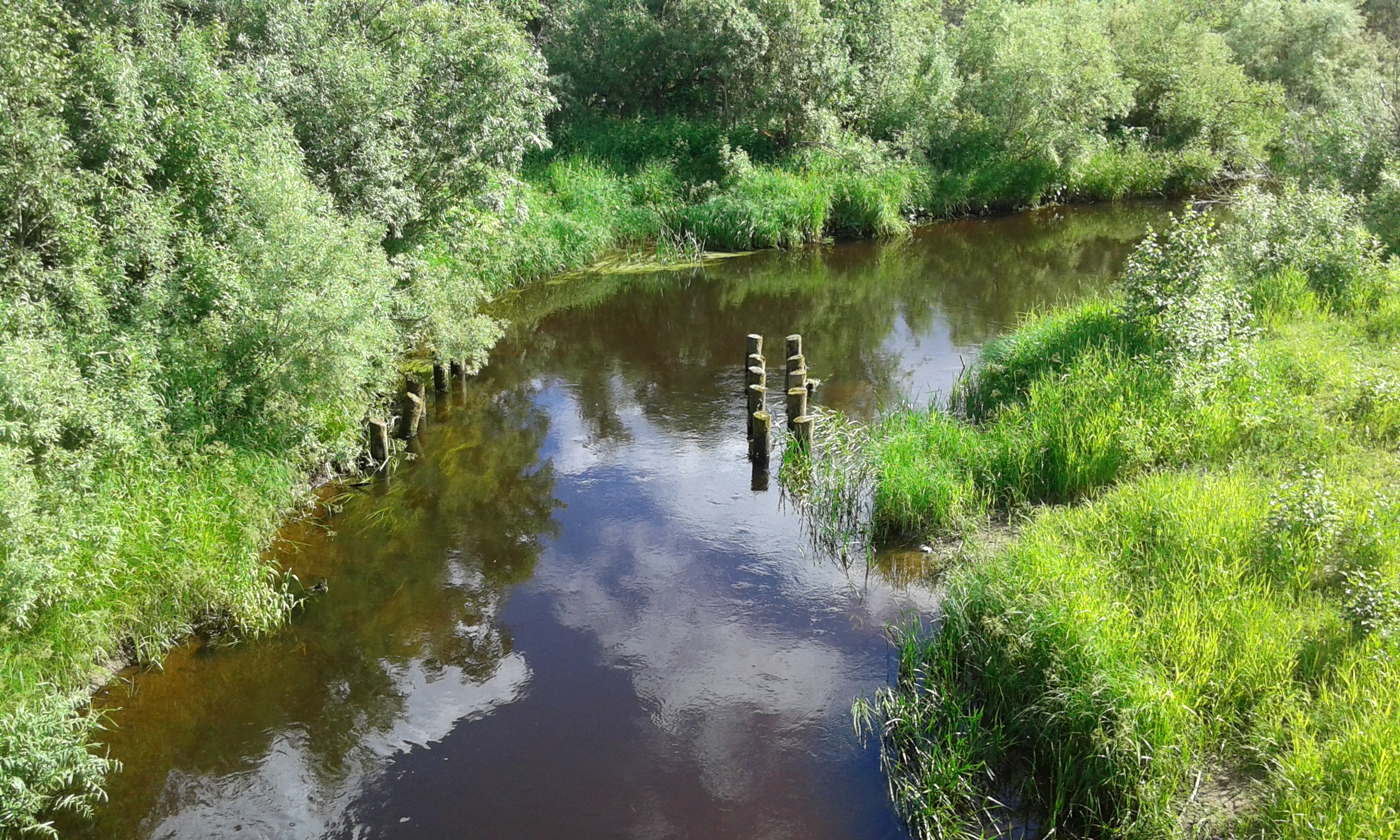
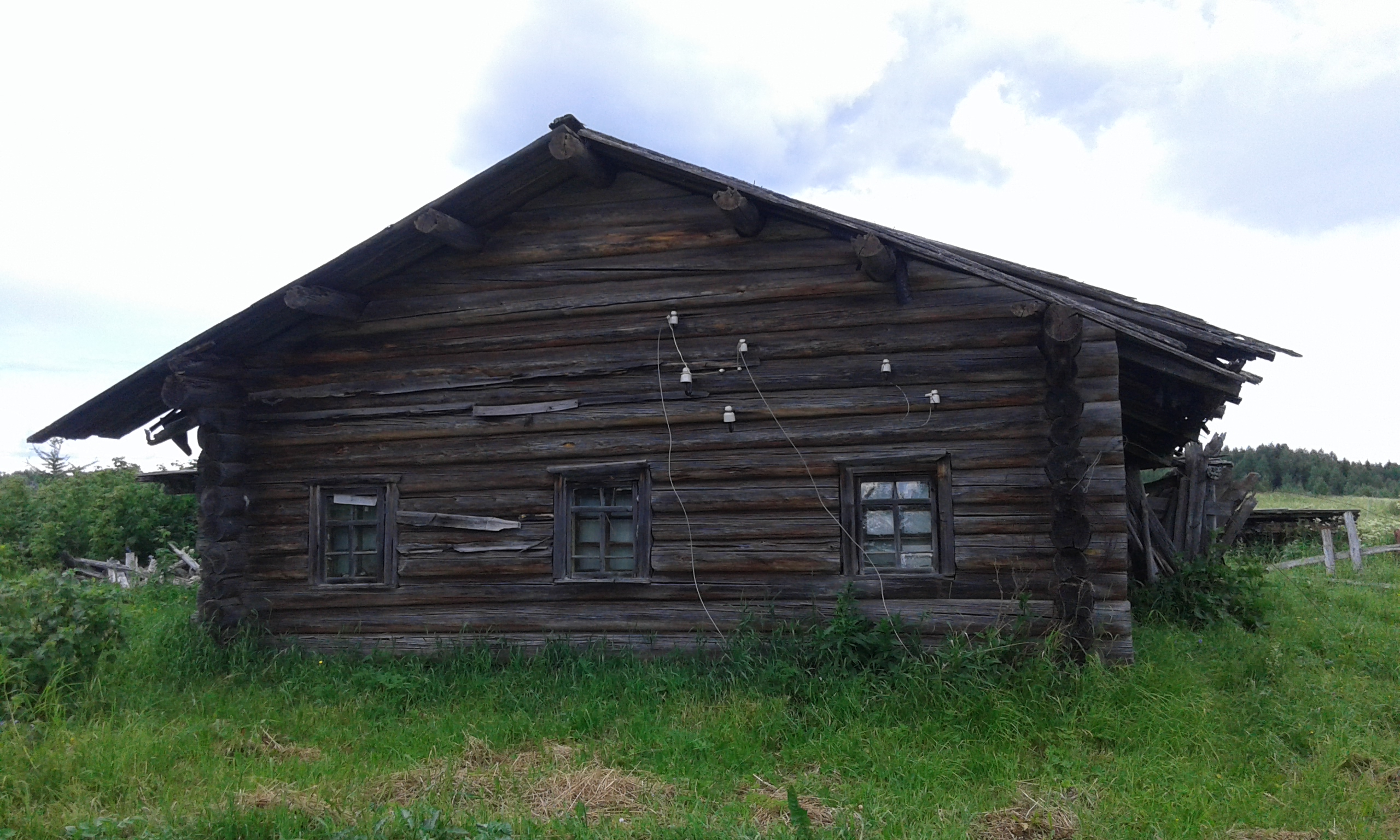
Один из уцелевших домов после пожара
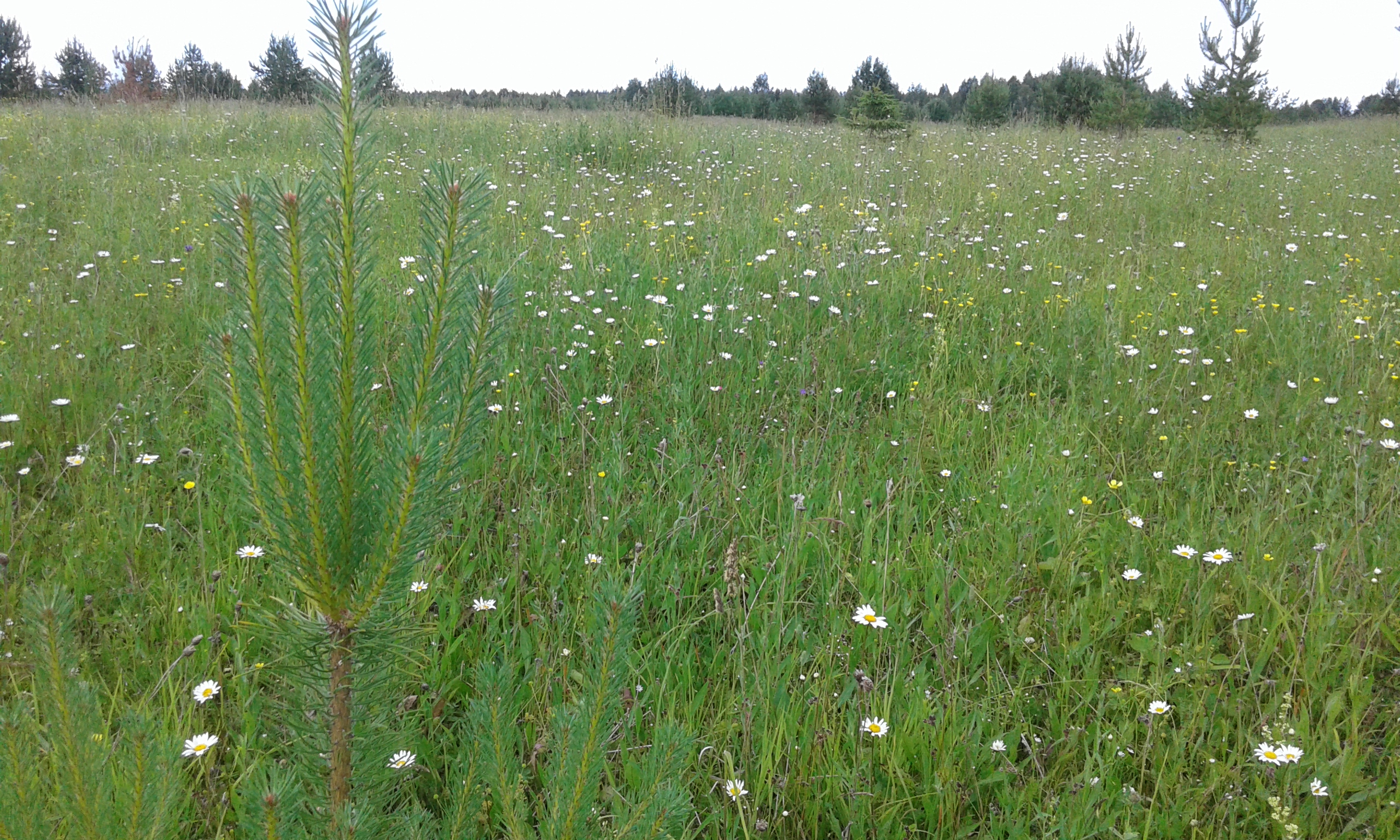
На месте сгоревших домов появились молодые елочки